# Југио: Ге-Икс
Југио: Ге-Икс (јап. 遊☆戯☆王GX – Yu☆Gi☆Oh! Jī Ekkusu; енгл. Yu-Gi-Oh! GX) je аниме серија, манга стрип и наставак анимиране серије Југио. Премијерно је приказана 6. октобра 2004. године у Јапану. Прича прати Јадена Јукија и његове другове на Академији двобоја.
У Србији, Црној Гори и Македонији се приказивала на Ултри од 2008. до 2015. године на српском језику прва и друга сезона, а пре тога је прва сезона била на РТС 1 2006. године. Синхронизацију је радио студио Loudworks, узимајући за основу америчку прерађену и цензурисану верзију. Иако оригинална јапанска верзија има четири сезоне са укупно 180 епизода, америчка продукција прилагодила је само прве три сезоне, и то без последње епизоде треће сезоне, што је укупно 155 епизода. Loudworks је, међутим, синхронизовао само прве две сезоне, тако да су на српском доступне тек прве 104 епизоде. Прецизније, доступно је 103 епизода, пошто 46. из неког разлога није превођена или макар емитована на телевизији. Одмах након тога, кренуло се са радом на следећем серијалу, Југио: 5D's, тако да је трећа сезона прескочена.

## Прича
Југио: Ге-Икс почиње десет година након дешавања Југија. Главни лик је Јаден Јуки, који добија карту крилати Курибо од краља двобоја Југиа Мотоа, на свом путу ка пријемном испиту за Академију двобоја. Овај серијал прати главног јунака кроз његов свакодневни живот и двобоје.

## Ликови

### Јаден Јуки
Јаден Јуки живи у најниже рангираном студенском дому-Црвени небески, јер добија лоше оцене, али доказаће да резултати теста нису све!
Његове врхунске вештине борбе и невероватан инстинкт су другачији од свега што су наставници видели до сада и спреман је да уздрма Академију двобоја до темеља.
Постоји још једна особа која осећа да Јаден има урођени таленат - Југи Мото, дуелиста. Када Јаден од Јамија добије ретког крилатог Курибоа, убрзо сазнаје да можда поседује јединствене везе са чудовиштима, које се полако остварују.
Када се спојио са Јубел - духом дуел чудовишта, Јаден је постао другачији од остатка Југио универзума: пола човек, пола дуел чудовиште.
Његов стил се ослања на Fusion карте чудовишта. Омиљена карта му је крилати Курибо.

### Чез Принстон
Чез је високо оцењен студент, најбоље рангиран у плавим Обелисцима. Чезов ривал је Јаден. Током школовања Чез стално покушава да му напакости.
Браћа су га наговорила да узме учешће у дуелима. Како му је расла вештина, тако су се увећавале и његове амбиције. Недуго потом, он и браћа су стекли велику финансијску и политичку моћ. Када се удаљио од браће, Чез је наставио самосталну каријеру у дуелима.
Омиљене карте су му Ојама трио.

### Сајрус Труздејл
Он је мали плави дечак који увек добија ниже оцене од Јадена. Увек бодри и навија за Јадена, али увек је у сенци свог старијег брата Зејна. Он такође као и Зејн користи карте типа машина. То су ROIDI (Patorid, Jetroid...).
Није сугуран у себе, што му представља ману. Током школовања, Сај је достигао плаве Обелиске.

### Алексис Роудс
Она је веома шармантна и лепа девојка. Веома је паметна, брзо учи, сјајан дуелиста, спортиста и плесач.
Има старијег брата Атикуса, ког покушава да спаси од таме. Док се бори користи Cyber Girls шпил. Њен такозвани робо-девојке шпил се базира на девојке из различитих спортова и плесним фигурама, односно темама. Она и њен шпил су у складу. Њена најдража карта је Звездана клизачица.

### Бастион Мисава
Бастион је студент на академији двобоја. Његов ранг је Ра жути. Студенти који припадају Ра жутима су студенти високог потенцијала. Бастион користи карте типа Земља.

### Зејн Труздејл
Он је убедљиво најбољи студент. Користи Cyber Dragon и "Underworld" шпил. Његов брат је Сајрус. За разлику од Саја, Зејн је веома строг и много бољи дуелиста. Он је понос плавих Обелиска.

### Јасмин и Минди
Оне су Алексисине најбоље пријатељице. На маскенбалу су се све три прерушиле у Harpie Lady Sisters. Нису неки дуелисти.

### Доктор Краулер
Доктор Краулер је заменик ректора Шепарда на Академији двобоја, мада је у другој сезони постао ректор и управљао академијом. Мрзи Јадена, и у почетку покушава да га на све начине избаци из школе, јер га Јаден стално ненамерно понижава пред другима. Др Краулер има веома високо мишљење о себи. Он је смешан човек, и због тога га неки пут мешају са женама. У другој сезони је имао планове са Бонапартом како да академију донесу до врха.

## Улоге
| Лик             | Српски глас (С1) (Лаудворкс) | Српски глас (С2) (Лаудворкс)                              |
| --------------- | ---------------------------- | --------------------------------------------------------- |
| Јаден Јуки      | Ненад Стојменовић            | Лако Николић                                              |
| Сајрус Труздејл | Срђан Јовановић              | Срђан Јовановић                                           |
| Алексис Роудс   | Александра Ђурић             | Мариана Аранђеловић                                       |
| Чез Принстон    | Иван Босиљчић                | Лако Николић                                              |
| Зејн Труздејл   | Срђан Јовановић              | Радован Вујовић                                           |
| Велиан Краулер  | Синиша Убовић                | Синиша Убовић                                             |
| Бастион Мисава  | Синиша Убовић                | Синиша Убовић                                             |
| Астер Феникс    | /                            | Радован Вујовић                                           |
| Тирано Хаслбери | /                            | Марко Марковић                                            |
| Сарторијус      | /                            | Марко Марковић                                            |
| Споредни ликови | Јована Мишковић              | Наташа Балог Саша Кузмановић Горан Поповић Јаков Јевтовић |